# Estádio Olímpico de Ibarra
O Estádio Olímpico de Ibarra, é um estádio de futebol localizado em Ibarra, no Equador. Tem capacidade para 18.600 torcedores e a equipe de Imbabura joga no estádio.